# Wybory prezydenckie w Islandii w 2024 roku
Wybory prezydenckie w Islandii odbyły się 1 czerwca 2024 roku. Urzędujący prezydent Guðni Th. Jóhannesson zapowiedział, że nie będzie ubiegał się o trzecią kadencję. Na jego następcę wybrano Halla Tómasdóttir .Urząd prezydenta objęła 1 sierpnia 2024.

## Podłoże
W poprzednich wyborach prezydenckich, które odbyły się 27 czerwca 2020 r., urzędujący prezydent Guðni Th. Jóhannesson został ponownie wybrany na drugą czteroletnią kadencję, zdobywając 92% głosów, pokonując Guðmundura Franklína Jónssona.  Urząd Prezydenta Islandii nie jest ograniczony kadencją; jednak pomimo uprawnień do sprawowania trzeciej kadencji Guðni w swoim noworocznym przemówieniu skierowanym do narodu islandzkiego w dniu 1 stycznia 2024 r. zapowiedział, że nie będzie ponownie ubiegał się o reelekcję. 

## Wyniki

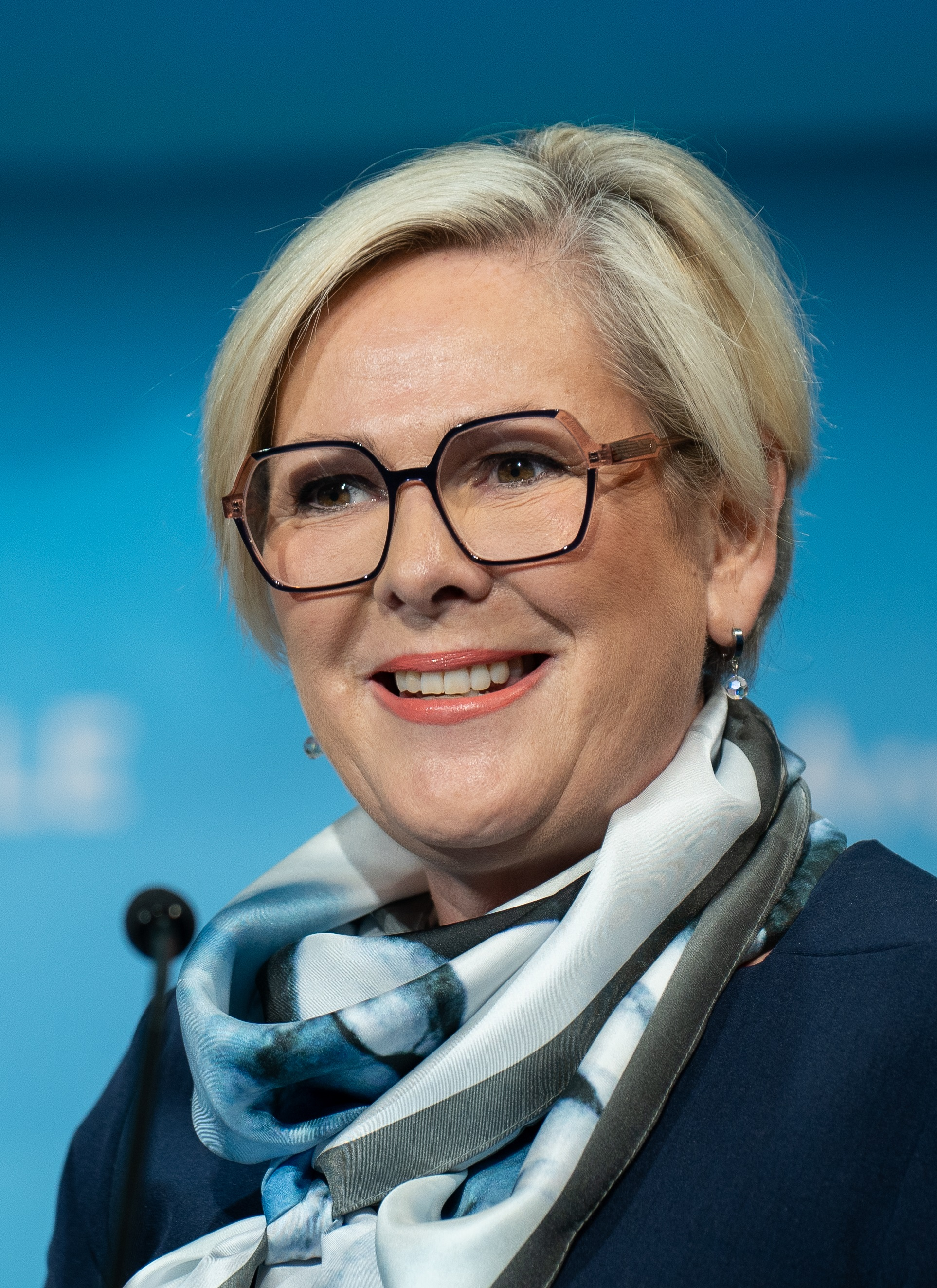
Halla Tómasdóttir

W wyborach zagłosowało 214,320 obywateli (frekwencja wyniosła 80.84%). Wygrała je Halla Tómasdóttir, zdobywając 34.15% głosów.
| Kandydat                              | Głosy   | %      |
| ------------------------------------- | ------- | ------ |
| Halla Tómasdóttir                     | 73,184  | 34.15  |
| Katrín Jakobsdóttir                   | 53,980  | 25.19  |
| Halla Hrund Logadóttir                | 33,601  | 15.68  |
| Jón Gnarr                             | 21,634  | 10.09  |
| Baldur Þórhallsson                    | 18,030  | 8.41   |
| Arnar Þór Jónsson                     | 10,881  | 5.08   |
| Steinunn Ólína Þorsteinsdóttir        | 1,383   | 0.65   |
| Ástþór Magnússon                      | 465     | 0.22   |
| Ásdís Rán Gunnarsdóttir               | 394     | 0.18   |
| Viktor Traustason                     | 392     | 0.18   |
| Helga Þórisdóttir                     | 275     | 0.13   |
| Eiríkur Ingi Jóhannsson               | 101     | 0.05   |
| Razem                                 | 214,320 | 100,00 |
| Głosy nieważne                        | 512     | 0.24   |
| Frekwencja                            | 266,741 | 80.84  |
| Źródła: National Electoral Commission |         |        |